# Newport Pagnell
Newport Pagnell è una cittadina di 15 020 abitanti della contea del Buckinghamshire, in Inghilterra.